# French Open 2025 – ženská dvouhra
Ženská dvouhra French Open 2025 probíhala na přelomu května a června 2025 na antukových dvorcích areálu Stade Roland-Garros. Do singlové soutěže pařížského tenisového grandslamu nastoupilo sto dvacet osm hráček. Osmnáct z nich si účast zajistilo v kvalifikaci včetně dvou šťastných poražených.
Trojnásobnou obhájkyní trofeje byla čtyřnásobná šampionka a světová pětka Iga Świąteková z Polska, která v semifinále podlehla Sabalenkové. Její celková pařížská bilance po vyřazení činila 40–3. Od zisku pařížského titulu v předchozím ročníku Świąteková na túře WTA nepostoupila do finále, když všech sedm semifinále prohrála. Naopak Sabalenková zvládla páté grandslamové semifinále v řadě.
Jubilejní desátý titul na okruhu WTA Tour, a druhý antukový, vyhrála 21letá Coco Gauffová. Po triumfu na US Open 2023 získala druhý grandslam. Roland Garros ovládla jako první Američanka od Sereny Williamsové v roce 2015.

## Turnaj

### Přehled
V hlavní grandslamové soutěži debutovaly Kolumbijka Emiliana Arangová, Francouzky Loïs Boissonová a Tiantsoa Sarah Rakotomanga Rajaonahová, Filipínka Alexandra Ealaová, Tchajwanka Joanna Garlandová, Kanaďanka Victoria Mboková, Španělka Leyre Romerová Gormazová a česká šampionka juniorky 2024 Tereza Valentová. Do dvouhry French Open spolu s nimi poprvé zasáhly také Destinee Aiavová, Jodie Burrageová, Olivia Gadecká, Maya Jointová, Iva Jovicová, Sonay Kartalová, McCartney Kesslerová, Polina Kuděrmetovová, Suzan Lamensová, Robin Montgomeryová, Solana Sierraová, Lucrezia Stefaniniová, Lulu Sunová a Anca Todoniová. Mezi nasazenými na grandslamu se poprvé objevily Dánka Clara Tausonová při patnácté účasti na majorech a Američanka Peyton Stearnsová při desátém takovém startu.
V pozici světové jedničky a nejvýše nasazené do grandslamu podruhé zasáhla Aryna Sabalenková. Z osmnácti aktivních grandslamových šampionek do areálu Rolanda Garrose přicestovalo dvanáct, včetně tří vítězek French Open, Ostapenkové, Krejčíkové a Świątekové. Ze všech účastnic právě Świąteková získala nejvyšší počet 10 titulů na antuce, následována 7 takovými trofejemi Eliny Svitolinové. Absolutně nejvyšší počet 31 trofejí mezi aktivními tenistkami držela Petra Kvitová. Před zahájením ročníku odehrála na French Open  – v rámci startujících – nejvyšší počet 46 utkání Viktoria Azarenková (29–17). Rovněž 67. účastí v grandslamové dvouhře navýšila nejvyšší hodnotu z přítomných singlistek a mezi aktivními hráčkami vedla i s nejvyšším počtem 163 grandslamových výher. Z aktivních hráček na okruhu držela Caroline Garciaová nejdelší sérii grandslamových účastí, když nastoupila do 49. dvouhry za sebou. Druhé v pořadí byly Siniaková s Putincevovou, jejichž šňůra čítala 41 dvouher bez přerušení.
Do dvouhry zasáhlo celkem sedm singlistek před dovršením 20 let. Nejmladší z nich byla Iva Jovicová v 17 letech a 185 dnech při zahájení, dále pak 18leté Mirra Andrejevová s Terezou Valentovou a Victorií Mbokovou a 19leté Maya Jointová se Sárou Bejlek a Rakotomangovou Rajonahovou. V Paříži se představilo dvacet šest singlistek, které překročily hranici 30 let. Nejstaršími hráčkami ročníku se staly 37leté Němky Tatjana Mariová s Laurou Siegemundovou.

### Soutěž

#### 1. kolo
Nejdrtivější porážku kariéry utrpěla světová devítka Emma Navarrová, když podlehla člence sedmé desítky žebříčku Jéssice Bouzasové Maneirové poměrem 0–6 a 1–6. Jediný game získala až ve dvanácté hře. Dva míče tak chyběly od prohry hráčky ze světové desítky dvěma „kanáry“, k čemuž naposledy došlo na US Open 1989 při vyřazení Malejevové světovou dvojkou Navrátilovou. Ani dvacátá pátá tenistka žebříčku Marta Kosťuková nezvládla vstup do turnaje a hladce podlehla 19leté kvalifikantce Sáře Bejlek. Po pěti prohrách v úvodních kolech grandslamu tak Češka poprvé prošla do druhé fáze. Naposledy v Paříži startovala 31letá bývalá světová čtyřka Caroline Garciaová, která před rozehráním oznámila úmysl ukončit kariéru. Vypadla však s Bernardou Peraovou.

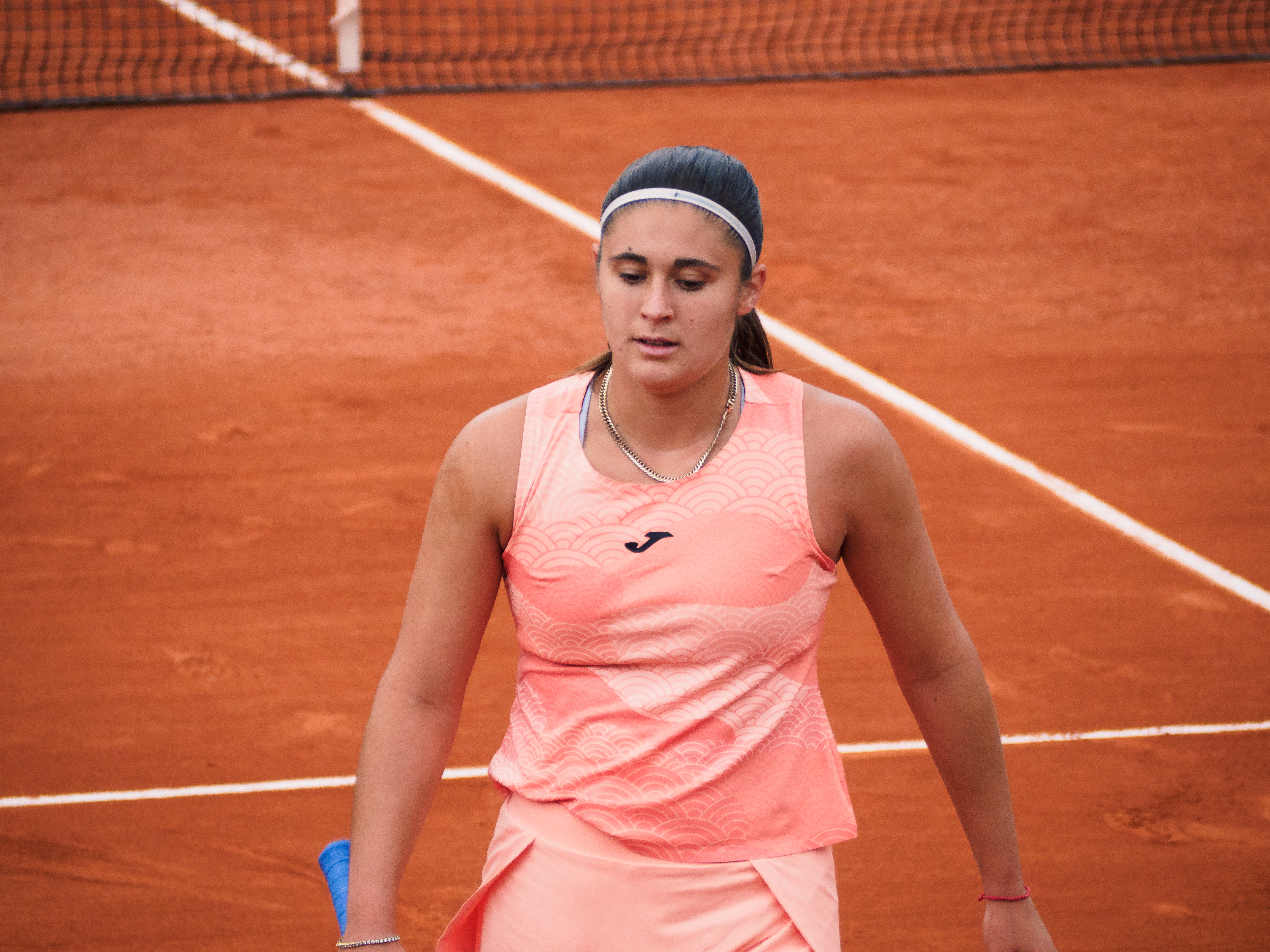
Argentinka Julia Rierová dohrála podruhé v řadě v úvodním kole

Desátá žena klasifikace Paula Badosová otočila průběh se čtyřnásobnou grandslamovou šampionkou Naomi Ósakaovou, s níž ztratila první sadu. Japonka se dopustila 54 nevynucených chyb vůči 27 vítězky a proti členkám Top 10 nevyhrála na antuce ani pošesté. Kvůli potížím se zády Badosová od březnového Miami Open odehrála jen dva zápasy. Na French Open vyhrála dvanácté utkání, nejvyšší počet ze všech turnajů její kariéry. První pařížské výhry od titulu v roce 2021 se dočkala Barbora Krejčíková, když vyřadila Němku Tatjanu Mariovou. Po půlroční pauze se na okruh vrátila o týden dříve ve Štrasburku. Až 361. hráčka žebříčku Loïs Boissonová vyřadila dvacátou druhou tenistku pořadí Elise Mertensovou. Vyhrála tak první grandslamový zápas. Divokou kartu měla získat již v ročníku 2024, ale přetržení předního zkříženého vazu v levém koleni ji dva týdny před startem vyřadilo ze hry.
Viktoria Azarenková smetla dvěma kanáry Yaninu Wickmayerovou. Ve 35 letech se stala nejstarší tenistkou otevřené éry, která vyhrála grandslamový zápas poměrem 6–0, 6–0, čímž překonala věkový rekord Venus Williamsové z Wimbledonu 2015.

#### 2. kolo
Ve druhé fázi opustily soutěž čtyři nasazené. Nejvýše postavenou z nich se stala turnajová jedenáctka Diana Šnajderová, která nestačila na Ukrajinku Dajanu Jastremskou. Dohrála také patnáctá žena žebříčku Barbora Krejčíková, když získala jen tři gamy na Veroniku Kuděrmetovovou. Prohrála s ní čtvrtý ze šesti vzájemných duelů. Na servisu si Češka připsala jen osm vítězných míčů na dvaadvacet ztracených. Kuděrmetovová získala jubilejní třicáté vítězství proti členkám první světové dvacítky. Z kvalifikantek postoupily Kanaďanka konžského původu Victoria Mboková a ukrajinská šťastná poražená Julija Starodubcevová. Výhrou nad Evou Lysovou se Mboková stala čtvrtou Kanaďankou, která před dovršením 19 let prošla do třetí fáze Roland Garros. V tomto ohledu navázala na Bassetovou-Segusovou (1984–1986), Kelesiovou (1987–1988) a Fernandezovou (2020). Členka deváté desítky Starodubcevová zvládla utkání s třicátou sedmou tenistkou pořadí Anastasijí Potapovovou a na majorech premiérově prošla do třetího kola.

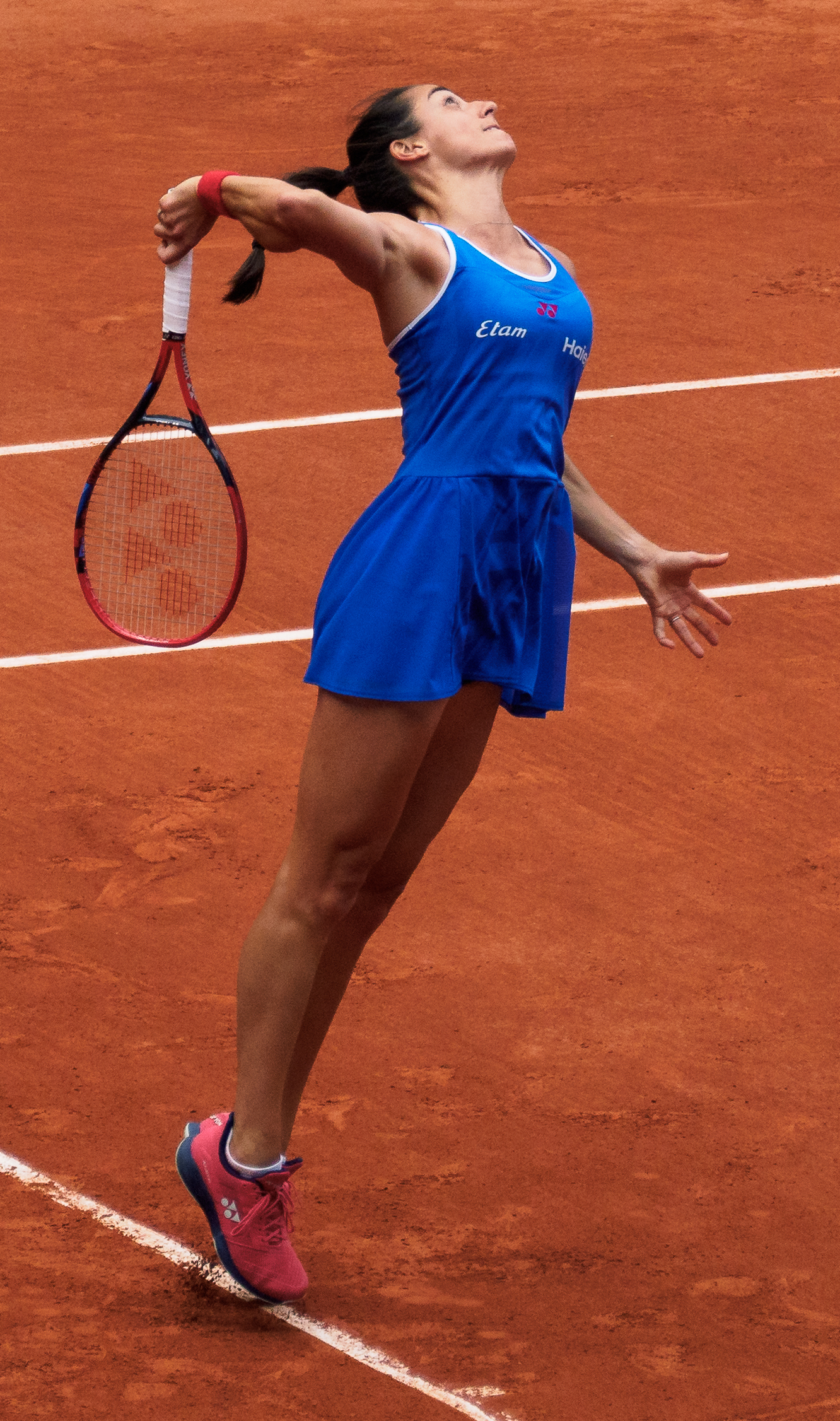
Caroline Garciaová odehrála poslední French Open v kariéře. Mezi lety 2011–2025 zasáhla do všech patnácti ročníků, se čtvrtfinálovým maximem v roce 2017

Iga Świąteková v zápase grandslamových šampionek hladce zdolala čtyřicátou první ženu klasifikace Emmu Raducanuovou, jež  jí odebrala jen tři hry. Polka vyhrála i pátý vzájemný duel a opět bez ztráty setu. Osmou výhrou proti Britkám udržela kariérní neporazitelnost s touto skupinou hráček. Raducanuová tak zopakovala výkon z jediné pařížské účasti v roce 2022. V dalším klání vítězek grandslamu skončila Viktoria Azarenková na raketě Sofie Keninové po dvousetovém průběhu. Americká finalistka ročníku 2020 jí oplatila antukový debakl v podobě dvou „kanárů“ z Italian Open 2020. Azarenková opustila pařížskou soutěž se 164 grandslamovými výhrami, nejvyšší hodnotou mezi všemi aktivními tenistkami.

#### 3. kolo
Prní postupující do osmifinále se stala sedmá žena klasifikace Čeng Čchin-wen po vyřazení 18leté Victorie Mbokové. Kvalifikantka, jíž patřilo 120. místo, poprvé na okruhu narazila na hráčku ze světové desítky. Dvouhru opustila desátá nasazená Španělka Paula Badosová po dvousetové prohře od Australanky Darji Kasatkinové, jež si připsala první sezónní vítězství nad příslušnicí Top 10. Debutový kariérní zápas proti hráčce z Top 5 odehrála Srbka Olga Danilovićová. Na světovou jedničku Arynu Sabalenkovou však získala jen pět gamů. Světová čtrnáctka Elina Svitolinová rozhodla o postupu, nad Američankou Bernardou Peraovou z deváté desítky, dvěma zvládnutými tiebreaky. Navázala tak na výhru z jediného předchozího vzájemného zápasu na Prague Open 2013. Celkově třicátým druhým vítězstvím na pařížské antuce navýšila rekordní hodnotu vyhraných zápasů na konkrétním turnaji v rámci všech odehraných událostí.
Pařížská šampionka z roku 2017 a členka třetí desítky Jeļena Ostapenková nenašla recept na jedenáctou ženu klasifikace Jelenu Rybakinovou, když v každé sadě uhrála jen dva gamy. Rybakinová, která ovládla závěrečnou generálku ve Štrasburku, vyhrála čtvrté vzájemné klání v řadě a zapsala 107. výhru nad soupeřkou z Top 50. Jedinou pařížskou šampionkou v soutěži tak zůstala Iga Świąteková, jež si poradila s finalistkou z rabatské generálky Jaqueline Cristianovou. Pařížskou neporazitelnost navýšila na dvacet čtyři výher. V soutěži skončily poslední dvě Češky, Marie Bouzková a finalistka z roku 2019 Markéta Vondroušová vracející se na okruh po třímesíční absenci kvůli zranění ramena. Přes zisk úvodního dějství v utkání se světovou trojkou Jessicou Pegulaovou, ztratila Vondroušová v dalších dvou setech šestkrát servis a celkově se dopustila šesti dvojchyb. Pegulaová, jež v dubnu získala první antukovou trofej v Charlestonu, udržela desátou pařížskou výhrou turnajovou neporazitelnost proti nenasazeným soupeřkám. Až ve třetím vzájemném duelu Bouzková poprvé podlehla druhé ženě žebříčku Coco Gauffové. V dramatické druhé sadě si obě hráčky osmkrát v řadě prolomily podání a Češka nevyužila vedení gamů 5–3. Závěrečný tiebreak připadl 21leté Američance, která se ve třetím kole Roland Garros objevila popáté v řadě jako nejmladší od Šarapovové z let 2004–2008. Rovněž jako Svitolinová, i Gauffová dosáhla 23. vítězným zápasem v Paříži na nejvíce výher z jediné události v rámci všech odehraných turnajů kariéry.
Překvapením se stal postup Francouzek startujících na divokou kartu do třetího kola. Vítězně z něj vyšla Loïs Boissonová, přestože ve druhém setu utržila „kanára“ od Elsy Jacquemotové. Šampionce pařížské juniorky tak oplatila prohru z jediného předchozího vzájemného klání a odmítla její debutový posun do elitní světové stovky. Boissonová se stala první Francouzkou na divokou kartu v osmifinále French Open od Parmentierové v roce 2014 a jako 361. hráčka žebříčku i nejníže postavenou osmifinalistkou turnaje od 451. Sereny Williamsové v roce 2018, která se vracela na okruh po mateřské dovolené.

#### 4. kolo
Poprvé od Australian Open 2005 postoupilo mezi poslední šestnáctku majoru všech osm nejvýše nasazených. Na French Open se tak naposledy stalo v roce 2003.

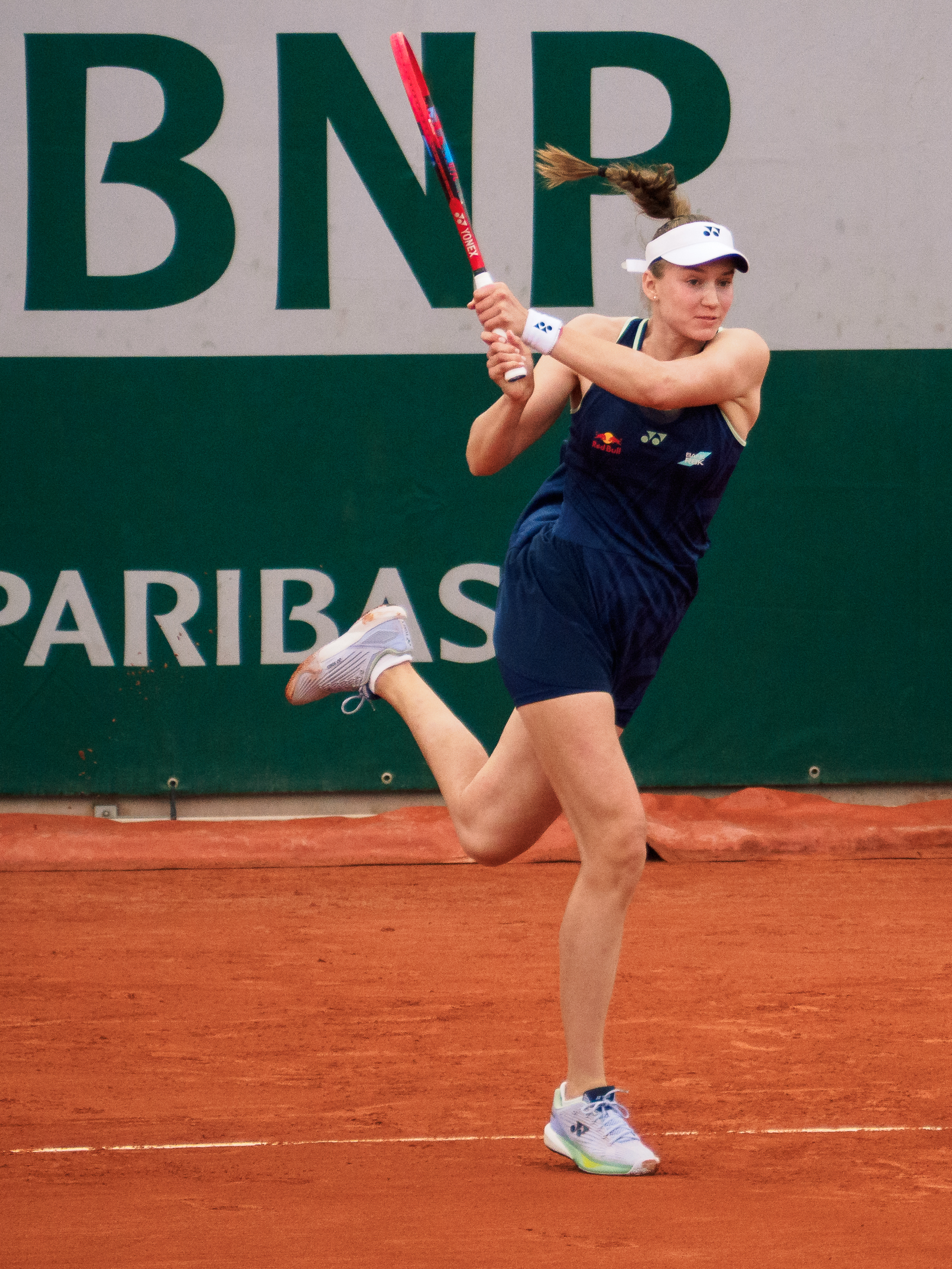
Jelena Rybakinová podlehla v osmifinále Świątekové. Na okruhu přitom byla jedinou hráčkou, která ji na antuce vícekrát porazila, s poměrem 2–0 na tomto povrchu.

Obhájkyně finálové účasti a světová čtyřka Jasmine Paoliniová sahala po postupu do čtvrtfinále, když proti třinácté nasazené Ukrajince Elině Svitolinové vedla již 6–4 a 5–3. V závěru druhého setu ale nevyužila ani jeden ze tří mečbolů, zatímco Ukrajinka proměnila hned svůj první setbol a vynutila si rozhodující dějství. V něm už Svitolinová dominovala, ztratila jenom jednu hru a stejně jako na Australian Open Italku porazila. Potřinácté postoupila do čtvrtfinále grandslamu a popáté na pařížské antuce. Skončila tím nejdelší kariérní neporazitelnost Paoliniové, trvající devět zápasů. Podeváté v řadě, v sérii trvající od Australian Open 2022, se objevila v osmifinále majoru Aryna Sabalenková. Ve dvou setech vyřadila Američanku Amandu Anisimovovou hrající na kariérním maximu, šestnáctém místě. Poměr vzájemných vítězství snížila na 3–5. V sezóně připsala 33. dvousetovou výhru znamenající větší počet vítězství než dosáhla jakákoli jiná hráčka včetně třísetových duelů. Vyrovnané grandslamové maximum z osmifinále Wimbledonu 2023 neposunula Jekatěrina Alexandrovová, která v probíhající sezóně držela druhý nejvyšší počet tří výher nad členkami Top 10 za Coco Gauffovou. 21leté Ameičance podlehla počtvrté z pěti klání. Gauffová se stala nejmladší tenistkou, která si zahrála sedmé osmifinále majoru za sebou od série devíti takových účastí Venus Williamsové mezi US Open 1997 a 1999. Američanka rovněž postupovala pařížským pavoukem jako hráčka s nejvíce proměněnými brejkboly, jichž před utkáním využila dvacet.
Překvapením se stala třísetová výhra 361. hráčky žebříčku Loïs Boissonové nad světovou trojkou Jessicou Pegulaovou, ve 31 letech a 104 dnech nejstarší hráčkou čtvrtého kola. Na svém teprve druhém turnaji okruhu WTA Tour se Francouzka stala nejníže postavenou čtvrtfinalistkou grandslamu od 418. Kanepiové na US Open 2017, a první grandslamovou čtvrtfinalistkou, již při debutu v této kategorii, od Carly Suárezové na French Open 2008. Naposledy před ní do prvního kariérního čtvrtfinále právě na grandslamu postoupila Raducanuová na US Open 2021. Jedinou francouzskou čtvrtfinalistkou hrající na divokou kartu byla v Paříži Mary Pierceová v roce 2002. Na grandslamu byla poslední takovou hráčkou Svitolinová ve Wimbledonu 2023. Světová šestka Mirra Andrejevová oplatila porážku z finále Ningbo Open 2024 o jedenáct míst níže postavené Darje Kasatkinové. V 18 letech obhájila čtvrtfinálovou účast na French Open jako nejmladší od Martiny Hingisové z let 1997 a 1998. Sezónní neporazitelnost na grandslamu prodloužila osmá žena klasifikace Madison Keysová, když si poradila se  světovou sedmdesátkou Hailey Baptisteovou, která poprvé prošla do třetího i čtvrtého kola turnajů velké čtyřky. Před rozehráním utkání nastřílely na turnaji Baptisteová s Rybakinovou nejvyšší počet 18 es. Jednalo se o první pařížské osmifinále mezi Američankami od roku 2015. Třicetiletá Keysová se stala nejstarší vítězkou více než deseti grandslamových zápasů v řadě od 16zápasové neporazitelnosti Sereny Williamsové mezi Australian Open 2017 a Wimbledonem 2018.
Jediný osmifinálový duel mezi grandslamovými šampionkami ovládla Iga Świąteková, přestože poražená Jelena Rybakinová byla jedinou hráčkou na okruhu, která Polku porazila vícekrát na antuce a na tomto povrchu s ní držela bilanci 2–0. Rybakinová do utkání vstoupila lépe, když si vypracovala vedení 6–1 a 2–0. V úvodních devíti hrách se Świąteková dopustila 27 nevynucených chyb. V dalším průběhu se však již prosadila, hru zpřesnila a zápas otočila. Ukončila tím sérii sedmi výher Kazachstánky.

#### Čtvrtfinále
Dvě čtvrtfinalistky, které překročily hranici 30 let – v probíhajícím ročníku 30leté Elina Svitolinová a Madison Keysová – se na French Open naposledy objevily v roce 2020. Svitolinová však ani popáté nepřekročila tuto pařížskou fázi, když nestačila na Igu Świątekovou. Ukrajinka přesto vévodila statistice nejvyššího počtu antukových výher v probíhající sezóně, jichž dosáhla šestnáct. Třináctým grandslamovým čtvrtfinálem se Svitolinová, od první takové účasti na French Open 2015, zařadila na druhé místo statistiky okruhu za šestnáct čtvrtfinále Sereně Williamsové. Dvacátou šestou pařížskou výhrou v řadě se Świąteková stala pátým tenistou, který na Roland Garros dosáhl více než 25zápasové neporazitelnosti. Navázala tím na Borga, Evertovou, Selešovou a Nadala. Světová dvojka Coco Gauffová ukončila jedenáctizápasovou neporazitelnost Keysové na grandslamu, přestože ztratila úvodní sadu v tiebreaku. Připsala si 29. výhru nad příslušnicí z první světové desítky. Ve 21 letech se stala nejmladší vítězkou dvacáté páté pařížské dvouhry od 19leté Hingisové v roce 2000 i nejmladší vítězkou dvacátého pátého zápasu na jediném grandslamu od 20leté Šarapovové na Australian Open 2008.
V dominantní vzájemné sérii pokračovala Aryna Sabalenková, která vyřadila Čeng Čchin-wen po dvousetovém průběhu, a ovládla sedmý z osmi zápasů dvojice. Soupeřce oplatila jedinou čerstvou porážku z římské antuky. V areálu Rolanda Garrose také ukončila šňůru deseti výher Číňanky, trvající od zisku olympijského zlata Čengové v létě 2024. Zároveň vyrovnala pařížské semifinálové maximum z roku 2023. V překvapivém postupu pokračovala tenistka čtvrté světové stovky Loïs Boissonová, jíž nezastavila ani 18letá světová šestka Mirra Andrejevová. Favoritka tak nepřekonala grandslamovou úspěšnost své trenérky Conchity Martínezové (73,4 %, 174–63), když před utkáním držela úspěšnost 73,3 % (22–8). S hráčkou mimo elitní stovku Andrejevová prohrála poprvé od Italian Open 2024, kde nestačila na Badosovou. Boissonová prošla do semifinále grandslamu jako první Francouzka od Garciaové na US Open 2022, a na French Open jako první od Bartoliové v roce 2011. Ve 22 letech představovala nejmladší francouzskou semifinalistku majoru od ředitelky pařížského turnaje Mauresmové ve Wimbledonu 1999. V open éře se stala teprve třetí semifinalistkou již při svém grandslamovém debutu, po Selešové na French Open 1989 a Capriatiové na French Open 1990. Rovnež tak byla nejníže postavenou semifinalistkou majoru od neklasifikované Heninové na Australian Open 2010. Jako první hráčka mimo Top 300 od Sereny Williamsové na Chicago Cupu 1997 porazila na jediném turnaji dvě členky Top 10. První kariérní semifinále na okruhu dosáhla právě na Roland Garros jako čtvrtá, po Fernandezové (2002), Podoroské (2020) a Miře Andrejevové (2024).

#### Semifinále
24letá Iga Świąteková postoupila do pařížského semifinále počtvrté v řadě jako první od Šarapovové (2011–2014) i jako nejmladší od Hingisové (1997–2001). V otevřené éře Roland Garros držela před vstupem do utkání nejvyšší zápasovou úspěšnost (95,2 %, 40–2) spolu s Margaret Courtovou (95,2 %). Její 26zápasovou neporazitelnost na turnaji, druhou nejdelší po 29zápasové šňůře Evertové, však ukončila světová jednička Aryna Sabalenková, která tak poprvé prošla do finále. V rozhodující, pouze 22minutové sadě uštědřila Polce „kanára“ a snížila negativní bilanci vzájemných výher na 5–8. V rámci grandslamu se obě střetly podruhé, když navázaly na výhru Polky ze semifinále US Open 2022. Jedenáctým grandslamovým semifinálem od roku 2020 vévodila Sabalenková statistkám okruhu, když pouze Świąteková s ní dokázala v tomto období postoupit do více než pěti takových semifinále. Sabalenková byla první světovou jedničkou od Halepové v roce 2018, která na obou úvodních grandslamech hraných v pozici první hráčky postoupila do semifinále, když zvládla i to předcházející na australském majoru. Jubilejní čtyřicátou výhrou v probíhajícím ročníku si upevnila vedení na čele statistiky vítězných dvouher. Od zisku pařížské trofeje v roce 2024 prohrála Świąteková všech sedm semifinále, do nichž zasáhla. Naopak Sabalenková ovládla páté semifinále grandslamu v řadě, pokud do této fáze postoupila.
Americká světová dvojka Coco Gauffová ukončila cestu pavoukem Francouzce Lois Boissonové, když jí v 69minutovém duelu dovolila získat jen tři gamy. Ve 21 letech a 73 dnech obhájila účast v pařížském semifinále jako nejmladší Američanka od 16leté Andrey Jaegerové z roku 1982, respektive bez ohledu na státní příslušnost, jako nejmladší od 20leté Ivanovićové v roce 2008. Do finále French Open se probojovala podruhé, po ročníku 2022. Boissonová po skončení debutovala v první světové stovce žebříčku, na 65. místě. V případě finálové účasti by se z 361. pozice během turnaje posunula až na 35. příčku.

#### Finále: Druhý grandslamový a první pařížský titul pro Coco Gauffovou
| Statistiky finále        | Statistiky finále   | Statistiky finále |
| Sabalenková              |                     | Gauffová          |
| ------------------------ | ------------------- | ----------------- |
| 2                        | esa                 | 3                 |
| 6                        | dvojchyby           | 8                 |
| 69/116                   | 1. podání do dvorce | 65/103            |
| 33/69                    | úspěšnost 1. podání | 39/65             |
| 22/47                    | úspěšnost 2. podání | 19/38             |
| 37                       | vítězné míče        | 30                |
| 70                       | nevynucené chyby    | 30                |
| 19                       | vynucené chyby      | 33                |
| 6/13                     | využité brejkboly   | 9/21              |
| 25/40                    | hra na síti         | 14/24             |
| 100/219                  | získané body        | 119/219           |
| délka utkání 2.38 hodiny |                     |                   |

Vítězkou se stala světová dvojka Coco Gauffová. Ve finále otočila průběh s první hráčkou žebříčku Arynou Sabalenkovou a vyhrála 6–7, 6–2 a 6–4. Poražená vstoupila do utkání vedením gamů 4–1, a za stavu 5–4 nevyužila dva setboly. Bojovná Američanka si vynutila tiebreak, v němž se ujala vedení 4–1 na míče. Set však po 67 minutách ztratila, když ve zbytku zkrácené hry získala už jen jednu ze sedmi výměn. Ve druhém dějství prolomila výrazně chybující Sabalenkové třikrát podání, zatímco sama o něj přišla jen jednou. V úvodní fázi třetí sady si obě sebraly jeden servis. Rozhodující brejk Gauffové přišel v sedmém Tildenově gamu, kdy čistou hrou získala podání soupeřky a ujala se vedení 4–3. Výhodu potvrdila navýšením na 5–3. Světová jednička již nedokázala reagovat a Američanka za stavu 5–4 na podání proměnila druhý mečbol. Po skončení obě setrvaly na svých žebříčkových pozicích.
Ve vzájemných duelech se Gauffová ujala celkového vedení 6–5 na zápasy, 2–1 na antuce a 2–1 na majorech. Proti světovým jedničkám snížila pasivní bilanci na 4–10. Soupeřce oplatila čerstvou porážku z madridského antukového finále. Obě se střetly ve finále US Open i French Open jako první dvojice od  Heninové a Kuzněcovové na Roland Garros 2006 a US Open 2007. Světová jednička a dvojka se ve finále naposledy utkaly na Italian Open 2024 a v rámci grandslamu na Australian Open 2018. První a druhá nasazená nepostoupily před nimi do pařížského finále od roku 2013. V odehrané části sezóny obě vévodily zápasům vyhraným na antuce, Gauffová osmnácti a Sabalenková sedmnácti vítězstvími. Rovněž tak na turnaji proměnily nejvíce brejkbolů, Američanka 49 a Běloruska 36, která zahrála i nejvyšší počet 30 es.
Jubilejním desátým singlovým titulem na okruhu WTA Tour, druhým antukovým a prvním sezónním, získala 21letá Gauffová druhý grandslam po US Open 2023. V Paříži vylepšila finálové maximum z roku 2022. Na Roland Garros triumfovala jako první Američanka od Sereny Williamsové v roce 2015 i jako nejmladší americká hráčka opět od 20leté Sereny Williamsové v roce 2002. Ve finále vyhrála 71. grandslamovou dvouhru. Jako nejmladší od 20leté Šarapovové v sezóně 2007 pokořila na majorech hranici 70 vítězství. V rámci otevřené éry ovládla French Open jako třináctá druhá nasazená, a první turnajová dvojka od Šarapovové v roce 2012.
Pařížská finálová debutantka Sabalenková prohrála třetí ze šesti kariérních finále grandslamu a druhé v řadě, když nezvládla ani lednový boj o titul na Australian Open 2025. Jednalo se o její premiérové finále majoru mimo tvrdý povrch. Jako první od Sereny Williamsové ve Wimbledonu 2016 postoupila na třetím grandslamu za sebou do finále. Ve 21. století si před ní – v každé z minimálně tří navazujících sezón – zahrály více grandslamových finále pouze Venus Williamsová (2001–2003) a Serena Williamsová (2008–2010).

## Nasazené hráčky
1.    Aryna Sabalenková (finále)
 2.    Coco Gauffová (vítězka)
 3.    Jessica Pegulaová (4. kolo)
 4.    Jasmine Paoliniová (4. kolo)
 5.    Iga Świąteková (semifinále)
 6.    Mirra Andrejevová (čtvrtfinále)
 7.    Madison Keysová (čtvrtfinále)
 8.    Čeng Čchin-wen (čtvrtfinále)
 9.    Emma Navarrová (1. kolo)
10.    Paula Badosová (3. kolo)
11.    Diana Šnajderová (2. kolo)
12.    Jelena Rybakinová (4. kolo)
13.    Elina Svitolinová (čtvrtfinále)
14.    Karolína Muchová (1. kolo)
15.    Barbora Krejčíková (2. kolo)
16.    Amanda Anisimovová (4. kolo)
17.    Darja Kasatkinová (4. kolo)
18.    Donna Vekićová (2. kolo)
19.    Ljudmila Samsonovová (4. kolo)
20.    Jekatěrina Alexandrovová (4. kolo)
21.    Jeļena Ostapenková (3. kolo)
22.    Clara Tausonová (3. kolo)
23.    Beatriz Haddad Maiová (1. kolo)
24.    Elise Mertensová (1. kolo)
25.    Magdalena Fręchová (2. kolo)
26.    Marta Kosťuková (1. kolo)
27.    Leylah Fernandezová (1. kolo)
28.    Peyton Stearnsová (1. kolo)
29.    Linda Nosková (1. kolo)
30.    Anna Kalinská (1. kolo)
31.    Sofia Keninová (3. kolo)
32.    Julia Putincevová (3. kolo)

## Pavouk
| Legenda                                                       |                                                                        |                                                   |
| - Q – kvalifikant - WC – divoká karta - LL – šťastný poražený | - Alt – náhradník - SE – zvláštní výjimka - PR/SR – žebříčková ochrana | - w/o – bez boje - r – skreč - d – diskvalifikace |

### Finálová fáze
|  | Čtvrtfinále | Čtvrtfinále       | Čtvrtfinále    | Čtvrtfinále | Čtvrtfinále |                 |                   | Semifinále | Semifinále | Semifinále | Semifinále | Semifinále |                   |   | Finále | Finále | Finále | Finále | Finále |
|  |             |                   |                |             |             |                 |                   |            |            |            |            |            |                   |   |        |        |        |        |        |
|  | 1           | Aryna Sabalenková | 7              | 6           |             |                 |                   |            |            |            |            |            |                   |   |        |        |        |        |        |
|  | 8           | Čeng Čchin-wen    | 63             | 3           |             |                 |                   |            |            |            |            |            |                   |   |        |        |        |        |        |
|  | 8           | Čeng Čchin-wen    | 63             | 3           |             | 1               | Aryna Sabalenková | 7          | 4          | 6          |            |            |                   |   |        |        |        |        |        |
|  |             |                   |                |             |             |                 | Aryna Sabalenková | 7          | 4          | 6          |            |            |                   |   |        |        |        |        |        |
|  |             | 5                 | Iga Świąteková | 61          | 6           | 0               |                   |            |            |            |            |            |                   |   |        |        |        |        |        |
|  | 13          | 5                 | Iga Świąteková | 61          | 6           | 0               | Elina Svitolinová | 1          | 5          |            |            |            |                   |   |        |        |        |        |        |
|  | 13          |                   |                |             |             |                 | Elina Svitolinová | 1          | 5          |            |            |            |                   |   |        |        |        |        |        |
|  | 5           | Iga Świąteková    | 6              | 7           |             |                 |                   |            |            |            |            |            |                   |   |        |        |        |        |        |
|  | 5           | Iga Świąteková    | 6              | 7           |             |                 |                   |            |            |            |            | 1          | Aryna Sabalenková | 7 | 2      | 4      |        |        |        |
|  |             |                   |                |             |             |                 |                   |            |            |            |            |            |                   | 7 | 2      | 4      |        |        |        |
|  |             | 2                 | Coco Gauffová  | 65          | 6           | 6               |                   |            |            |            |            |            |                   |   |        |        |        |        |        |
|  | 6           | 2                 | Coco Gauffová  | 65          | 6           | 6               | Mirra Andrejevová | 6          | 3          |            |            |            |                   |   |        |        |        |        |        |
|  | 6           |                   |                |             |             |                 | Mirra Andrejevová | 6          | 3          |            |            |            |                   |   |        |        |        |        |        |
|  | WC          | Loïs Boissonová   | 78             | 6           |             |                 |                   |            |            |            |            |            |                   |   |        |        |        |        |        |
|  | WC          | Loïs Boissonová   | 78             | 6           |             | WC              | Loïs Boissonová   | 1          | 2          |            |            |            |                   |   |        |        |        |        |        |
|  |             |                   |                |             |             |                 | Loïs Boissonová   | 1          | 2          |            |            |            |                   |   |        |        |        |        |        |
|  |             | 2                 | Coco Gauffová  | 6           | 6           |                 |                   |            |            |            |            |            |                   |   |        |        |        |        |        |
|  | 7           | 2                 | Coco Gauffová  | 6           | 6           | Madison Keysová | 78                | 4          | 1          |            |            |            |                   |   |        |        |        |        |        |
|  | 7           |                   |                |             |             | Madison Keysová | 78                | 4          | 1          |            |            |            |                   |   |        |        |        |        |        |
|  | 2           | Coco Gauffová     | 6              | 6           | 6           |                 |                   |            |            |            |            |            |                   |   |        |        |        |        |        |

### Horní polovina

#### 1. sekce
| První kolo | První kolo   | První kolo | První kolo | První kolo |  |  | Druhé kolo | Druhé kolo  | Druhé kolo | Druhé kolo | Druhé kolo |  |  | Třetí kolo | Třetí kolo  | Třetí kolo | Třetí kolo | Třetí kolo |  |  | Čtvrté kolo | Čtvrté kolo | Čtvrté kolo | Čtvrté kolo | Čtvrté kolo |
|            |              |            |            |            |  |  |            |             |            |            |            |  |  |            |             |            |            |            |  |  |             |             |             |             |             |
| 1          | A Sabalenka  | 6          | 6          |            |  |  |            |             |            |            |            |  |  |            |             |            |            |            |  |  |             |             |             |             |             |
|            | K Rachimova  | 1          | 0          |            |  |  | 1          | A Sabalenka | 6          | 6          |            |  |  |            |             |            |            |            |  |  |             |             |             |             |             |
| Q          | L Stefanini  | 4          | 4          |            |  |  |            | J Teichmann | 3          | 1          |            |  |  |            |             |            |            |            |  |  |             |             |             |             |             |
|            | J Teichmann  | 6          | 6          |            |  |  |            |             |            |            |            |  |  | 1          | A Sabalenka | 6          | 6          |            |  |  |             |             |             |             |             |
|            | D Collins    | 7          | 6          |            |  |  |            |             |            |            |            |  |  |            | O Danilović | 2          | 3          |            |  |  |             |             |             |             |             |
| PR         | J Burrage    | 61         | 4          |            |  |  |            | D Collins   | 4          | 6          | 4          |  |  |            |             |            |            |            |  |  |             |             |             |             |             |
|            | O Danilović  | 6          | 6          |            |  |  |            | O Danilović | 6          | 3          | 6          |  |  |            |             |            |            |            |  |  |             |             |             |             |             |
| 27         | L Fernandez  | 3          | 1          |            |  |  |            |             |            |            |            |  |  |            |             |            |            |            |  |  | 1           | A Sabalenka | 7           | 6           |             |
| 22         | C Tauson     | 6          | 4          | 6          |  |  |            |             |            |            |            |  |  |            |             |            |            |            |  |  | 16          | A Anisimova | 5           | 3           |             |
|            | M Linette    | 4          | 6          | 1          |  |  | 22         | C Tauson    | 7          | 7          |            |  |  |            |             |            |            |            |  |  |             |             |             |             |             |
|            | A Rus        | 4          | 6          | 6          |  |  |            | A Rus       | 62         | 5          |            |  |  |            |             |            |            |            |  |  |             |             |             |             |             |
|            | C Osorio     | 6          | 2          | 4          |  |  |            |             |            |            |            |  |  | 22         | C Tauson    | 64         | 4          |            |  |  |             |             |             |             |             |
| PR         | P Kvitová    | 6          | 0          | 4          |  |  |            |             |            |            |            |  |  | 16         | A Anisimova | 7          | 6          |            |  |  |             |             |             |             |             |
|            | V Golubic    | 3          | 6          | 6          |  |  |            | V Golubic   | 0          | 2          |            |  |  |            |             |            |            |            |  |  |             |             |             |             |             |
| Q          | N Stojanović | 3          | 1r         |            |  |  | 16         | A Anisimova | 6          | 6          |            |  |  |            |             |            |            |            |  |  |             |             |             |             |             |
| 16         | A Anisimova  | 6          | 4          |            |  |  |            |             |            |            |            |  |  |            |             |            |            |            |  |  |             |             |             |             |             |

#### 2. sekce
| První kolo | První kolo             | První kolo | První kolo | První kolo |  |  | Druhé kolo | Druhé kolo      | Druhé kolo | Druhé kolo | Druhé kolo |  |  | Třetí kolo | Třetí kolo   | Třetí kolo | Třetí kolo | Třetí kolo |  |  | Čtvrté kolo | Čtvrté kolo | Čtvrté kolo | Čtvrté kolo | Čtvrté kolo |
|            |                        |            |            |            |  |  |            |                 |            |            |            |  |  |            |              |            |            |            |  |  |             |             |             |             |             |
| 11         | D Šnajder              | 7          | 6          |            |  |  |            |                 |            |            |            |  |  |            |              |            |            |            |  |  |             |             |             |             |             |
| Q          | A Soboljeva            | 63         | 2          |            |  |  | 11         | D Šnajder       | 5          | 5          |            |  |  |            |              |            |            |            |  |  |             |             |             |             |             |
|            | D Jastremska           | 7          | 6          |            |  |  |            | D Jastremska    | 7          | 7          |            |  |  |            |              |            |            |            |  |  |             |             |             |             |             |
| WC         | D Aiava                | 5          | 1          |            |  |  |            |                 |            |            |            |  |  |            | D Jastremska | 2          | 3          |            |  |  |             |             |             |             |             |
| Q          | L Romero Gormaz        | 7          | 6          |            |  |  |            |                 |            |            |            |  |  | 19         | L Samsonova  | 6          | 6          |            |  |  |             |             |             |             |             |
| WC         | T Rakotomanga Rajaonah | 63         | 2          |            |  |  | Q          | L Romero Gormaz | 3          | 3          |            |  |  |            |              |            |            |            |  |  |             |             |             |             |             |
|            | M Šaríf                | 63         | 2          |            |  |  | 19         | L Samsonova     | 6          | 6          |            |  |  |            |              |            |            |            |  |  |             |             |             |             |             |
| 19         | L Samsonova            | 7          | 6          |            |  |  |            |                 |            |            |            |  |  |            |              |            |            |            |  |  | 19          | L Samsonova | 65          | 6           | 3           |
| 28         | P Stearns              | 0          | 3          |            |  |  |            |                 |            |            |            |  |  |            |              |            |            |            |  |  | 8           | Č-č Čeng    | 7           | 1           | 6           |
|            | E Lys                  | 6          | 6          |            |  |  |            | E Lys           | 4          | 4          |            |  |  |            |              |            |            |            |  |  |             |             |             |             |             |
| Q          | V Mboko                | 6          | 7          |            |  |  | Q          | V Mboko         | 6          | 6          |            |  |  |            |              |            |            |            |  |  |             |             |             |             |             |
|            | L Sun                  | 1          | 64         |            |  |  |            |                 |            |            |            |  |  | Q          | V Mboko      | 3          | 4          |            |  |  |             |             |             |             |             |
|            | A Eala                 | 0          | 6          | 3          |  |  |            |                 |            |            |            |  |  | 8          | Č-č Čeng     | 6          | 6          |            |  |  |             |             |             |             |             |
|            | E Arango               | 6          | 2          | 6          |  |  |            | E Arango        | 2          | 3          |            |  |  |            |              |            |            |            |  |  |             |             |             |             |             |
|            | A Pavljučenkova        | 4          | 3          |            |  |  | 8          | Č-č Čeng        | 6          | 6          |            |  |  |            |              |            |            |            |  |  |             |             |             |             |             |
| 8          | Č-č Čeng               | 6          | 6          |            |  |  |            |                 |            |            |            |  |  |            |              |            |            |            |  |  |             |             |             |             |             |

#### 3. sekce
| První kolo | První kolo     | První kolo | První kolo | První kolo |  |  | Druhé kolo | Druhé kolo     | Druhé kolo | Druhé kolo | Druhé kolo |  |  | Třetí kolo | Třetí kolo     | Třetí kolo | Třetí kolo | Třetí kolo |  |  | Čtvrté kolo | Čtvrté kolo | Čtvrté kolo | Čtvrté kolo | Čtvrté kolo |
|            |                |            |            |            |  |  |            |                |            |            |            |  |  |            |                |            |            |            |  |  |             |             |             |             |             |
| 4          | J Paolini      | 6          | 4          | 6          |  |  |            |                |            |            |            |  |  |            |                |            |            |            |  |  |             |             |             |             |             |
|            | J Jüan         | 1          | 6          | 3          |  |  | 4          | J Paolini      | 6          | 6          |            |  |  |            |                |            |            |            |  |  |             |             |             |             |             |
|            | A Tomljanović  | 6          | 6          |            |  |  |            | A Tomljanović  | 3          | 3          |            |  |  |            |                |            |            |            |  |  |             |             |             |             |             |
|            | M Joint        | 1          | 3          |            |  |  |            |                |            |            |            |  |  | 4          | J Paolini      | 6          | 6          |            |  |  |             |             |             |             |             |
| Q          | T Korpatsch    | 6          | 1          | 4          |  |  |            |                |            |            |            |  |  | LL         | J Starodubceva | 4          | 1          |            |  |  |             |             |             |             |             |
| LL         | J Starodubceva | 2          | 6          | 6          |  |  | LL         | J Starodubceva | 7          | 6          |            |  |  |            |                |            |            |            |  |  |             |             |             |             |             |
|            | A Potapova     | 5          | 6          | 7          |  |  |            | A Potapova     | 64         | 2          |            |  |  |            |                |            |            |            |  |  |             |             |             |             |             |
| 29         | L Nosková      | 7          | 1          | 5          |  |  |            |                |            |            |            |  |  |            |                |            |            |            |  |  | 4           | J Paolini   | 6           | 6           | 1           |
| 18         | D Vekić        | 7          | 64         | 6          |  |  |            |                |            |            |            |  |  |            |                |            |            |            |  |  | 13          | E Svitolina | 4           | 78          | 6           |
|            | A Blinkova     | 5          | 7          | 1          |  |  | 18         | D Vekić        | 2          | 6          | 63         |  |  |            |                |            |            |            |  |  |             |             |             |             |             |
|            | C Garcia       | 4          | 4          |            |  |  |            | B Pera         | 6          | 4          | 710        |  |  |            |                |            |            |            |  |  |             |             |             |             |             |
|            | B Pera         | 6          | 6          |            |  |  |            |                |            |            |            |  |  |            | B Pera         | 64         | 65         |            |  |  |             |             |             |             |             |
|            | L Siegemund    | 62         | 3          |            |  |  |            |                |            |            |            |  |  | 13         | E Svitolina    | 7          | 7          |            |  |  |             |             |             |             |             |
|            | A Bondár       | 7          | 6          |            |  |  |            | A Bondár       | 64         | 5          |            |  |  |            |                |            |            |            |  |  |             |             |             |             |             |
|            | Z Sönmez       | 1          | 1          |            |  |  | 13         | E Svitolina    | 7          | 7          |            |  |  |            |                |            |            |            |  |  |             |             |             |             |             |
| 13         | E Svitolina    | 6          | 6          |            |  |  |            |                |            |            |            |  |  |            |                |            |            |            |  |  |             |             |             |             |             |

#### 4. sekce
| První kolo | První kolo    | První kolo | První kolo | První kolo |  |  | Druhé kolo | Druhé kolo  | Druhé kolo | Druhé kolo | Druhé kolo |  |  | Třetí kolo | Třetí kolo  | Třetí kolo | Třetí kolo | Třetí kolo |  |  | Čtvrté kolo | Čtvrté kolo | Čtvrté kolo | Čtvrté kolo | Čtvrté kolo |
|            |               |            |            |            |  |  |            |             |            |            |            |  |  |            |             |            |            |            |  |  |             |             |             |             |             |
| 12         | J Rybakina    | 6          | 4          | 6          |  |  |            |             |            |            |            |  |  |            |             |            |            |            |  |  |             |             |             |             |             |
| Q          | J Riera       | 1          | 6          | 4          |  |  | 12         | J Rybakina  | 6          | 6          |            |  |  |            |             |            |            |            |  |  |             |             |             |             |             |
| WC         | I Jovic       | 6          | 5          | 6          |  |  | WC         | I Jovic     | 3          | 3          |            |  |  |            |             |            |            |            |  |  |             |             |             |             |             |
|            | R Zarazúa     | 3          | 7          | 4          |  |  |            |             |            |            |            |  |  | 12         | J Rybakina  | 6          | 6          |            |  |  |             |             |             |             |             |
|            | C Dolehide    | 3          | 6          | 6          |  |  |            |             |            |            |            |  |  | 21         | J Ostapenko | 2          | 2          |            |  |  |             |             |             |             |             |
|            | G Minnen      | 6          | 3          | 4          |  |  |            | C Dolehide  | 7          | 3          | 3          |  |  |            |             |            |            |            |  |  |             |             |             |             |             |
|            | P Kuděrmetova | 7          | 0          | 2          |  |  | 21         | J Ostapenko | 5          | 6          | 6          |  |  |            |             |            |            |            |  |  |             |             |             |             |             |
| 21         | J Ostapenko   | 5          | 6          | 6          |  |  |            |             |            |            |            |  |  |            |             |            |            |            |  |  | 12          | J Rybakina  | 6           | 3           | 5           |
| 26         | M Kosťuk      | 3          | 1          |            |  |  |            |             |            |            |            |  |  |            |             |            |            |            |  |  | 5           | I Świątek   | 1           | 6           | 7           |
| Q          | S Bejlek      | 6          | 6          |            |  |  | Q          | S Bejlek    | 6          | 3          | 3          |  |  |            |             |            |            |            |  |  |             |             |             |             |             |
|            | J Cristian    | 6          | 6          |            |  |  |            | J Cristian  | 1          | 6          | 6          |  |  |            |             |            |            |            |  |  |             |             |             |             |             |
|            | K Birrell     | 1          | 0          |            |  |  |            |             |            |            |            |  |  |            | J Cristian  | 2          | 5          |            |  |  |             |             |             |             |             |
|            | E Raducanu    | 7          | 4          | 6          |  |  |            |             |            |            |            |  |  | 5          | I Świątek   | 6          | 7          |            |  |  |             |             |             |             |             |
|            | Sin-j Wang    | 5          | 6          | 3          |  |  |            | E Raducanu  | 1          | 2          |            |  |  |            |             |            |            |            |  |  |             |             |             |             |             |
|            | R Šramková    | 3          | 3          |            |  |  | 5          | I Świątek   | 6          | 6          |            |  |  |            |             |            |            |            |  |  |             |             |             |             |             |
| 5          | I Świątek     | 6          | 6          |            |  |  |            |             |            |            |            |  |  |            |             |            |            |            |  |  |             |             |             |             |             |

### Dolní polovina

#### 5. sekce
| První kolo | První kolo  | První kolo | První kolo | První kolo |  |  | Druhé kolo | Druhé kolo  | Druhé kolo | Druhé kolo | Druhé kolo |  |  | Třetí kolo | Třetí kolo  | Třetí kolo | Třetí kolo | Třetí kolo |  |  | Čtvrté kolo | Čtvrté kolo | Čtvrté kolo | Čtvrté kolo | Čtvrté kolo |
|            |             |            |            |            |  |  |            |             |            |            |            |  |  |            |             |            |            |            |  |  |             |             |             |             |             |
| 6          | M Andrejeva | 6          | 6          |            |  |  |            |             |            |            |            |  |  |            |             |            |            |            |  |  |             |             |             |             |             |
|            | C Bucșa     | 4          | 3          |            |  |  | 6          | M Andrejeva | 6          | 6          |            |  |  |            |             |            |            |            |  |  |             |             |             |             |             |
|            | S Lamens    | 3          | 4          |            |  |  |            | A Krueger   | 3          | 4          |            |  |  |            |             |            |            |            |  |  |             |             |             |             |             |
|            | A Krueger   | 6          | 6          |            |  |  |            |             |            |            |            |  |  | 6          | M Andrejeva | 6          | 6          |            |  |  |             |             |             |             |             |
|            | K Volynets  | 3          | 6          | 4          |  |  |            |             |            |            |            |  |  | 32         | J Putinceva | 3          | 1          |            |  |  |             |             |             |             |             |
| Q          | J Garland   | 6          | 3          | 6          |  |  | Q          | J Garland   | 65         | 3          |            |  |  |            |             |            |            |            |  |  |             |             |             |             |             |
| Q          | S Sierra    | 64         | 2          |            |  |  | 32         | J Putinceva | 7          | 6          |            |  |  |            |             |            |            |            |  |  |             |             |             |             |             |
| 32         | J Putinceva | 7          | 6          |            |  |  |            |             |            |            |            |  |  |            |             |            |            |            |  |  | 6           | M Andrejeva | 6           | 7           |             |
| 17         | D Kasatkina | 6          | 3          | 6          |  |  |            |             |            |            |            |  |  |            |             |            |            |            |  |  | 17          | D Kasatkina | 3           | 5           |             |
|            | K Siniaková | 1          | 6          | 2          |  |  | 17         | D Kasatkina | 6          | 6          |            |  |  |            |             |            |            |            |  |  |             |             |             |             |             |
| WC         | L Jeanjean  | 0          | 7          | 3          |  |  | WC         | L Jeanjean  | 4          | 2          |            |  |  |            |             |            |            |            |  |  |             |             |             |             |             |
|            | I-C Begu    | 6          | 5          | 0r         |  |  |            |             |            |            |            |  |  | 17         | D Kasatkina | 6          | 7          |            |  |  |             |             |             |             |             |
|            | E-G Ruse    | 7          | 7          |            |  |  |            |             |            |            |            |  |  | 10         | P Badosa    | 1          | 5          |            |  |  |             |             |             |             |             |
|            | M Kessler   | 5          | 63         |            |  |  |            | E-G Ruse    | 6          | 4          | 4          |  |  |            |             |            |            |            |  |  |             |             |             |             |             |
|            | N Ósaka     | 7          | 1          | 4          |  |  | 10         | P Badosa    | 3          | 6          | 6          |  |  |            |             |            |            |            |  |  |             |             |             |             |             |
| 10         | P Badosa    | 61         | 6          | 6          |  |  |            |             |            |            |            |  |  |            |             |            |            |            |  |  |             |             |             |             |             |

#### 6. sekce
| První kolo | První kolo     | První kolo | První kolo | První kolo |  |  | Druhé kolo | Druhé kolo    | Druhé kolo | Druhé kolo | Druhé kolo |  |  | Třetí kolo | Třetí kolo    | Třetí kolo | Třetí kolo | Třetí kolo |  |  | Čtvrté kolo | Čtvrté kolo | Čtvrté kolo | Čtvrté kolo | Čtvrté kolo |
|            |                |            |            |            |  |  |            |               |            |            |            |  |  |            |               |            |            |            |  |  |             |             |             |             |             |
| 14         | K Muchová      | 3          | 6          | 1          |  |  |            |               |            |            |            |  |  |            |               |            |            |            |  |  |             |             |             |             |             |
|            | A Parks        | 6          | 2          | 6          |  |  |            | A Parks       | 2          | 7          | 1          |  |  |            |               |            |            |            |  |  |             |             |             |             |             |
| WC         | E Jacquemot    | 6          | 7          |            |  |  | WC         | E Jacquemot   | 6          | 64         | 6          |  |  |            |               |            |            |            |  |  |             |             |             |             |             |
|            | M Sakkari      | 3          | 64         |            |  |  |            |               |            |            |            |  |  | WC         | E Jacquemot   | 3          | 6          | 5          |  |  |             |             |             |             |             |
|            | E Avanesjan    | 1          | 2          |            |  |  |            |               |            |            |            |  |  | WC         | L Boisson     | 6          | 0          | 6          |  |  |             |             |             |             |             |
|            | A Kalinina     | 6          | 6          |            |  |  |            | A Kalinina    | 1          | 2          |            |  |  |            |               |            |            |            |  |  |             |             |             |             |             |
| WC         | L Boisson      | 6          | 4          | 6          |  |  | WC         | L Boisson     | 6          | 6          |            |  |  |            |               |            |            |            |  |  |             |             |             |             |             |
| 24         | E Mertens      | 4          | 6          | 3          |  |  |            |               |            |            |            |  |  |            |               |            |            |            |  |  | WC          | L Boisson   | 3           | 6           | 6           |
| 25         | M Fręch        | 7          | 6          |            |  |  |            |               |            |            |            |  |  |            |               |            |            |            |  |  | 3           | J Pegula    | 6           | 4           | 4           |
|            | O Džabúr       | 64         | 0          |            |  |  | 25         | M Fręch       | 0          | 6          | 3          |  |  |            |               |            |            |            |  |  |             |             |             |             |             |
| Q          | O Selechmetěva | 4          | 4          |            |  |  |            | M Vondroušová | 6          | 4          | 6          |  |  |            |               |            |            |            |  |  |             |             |             |             |             |
|            | M Vondroušová  | 6          | 6          |            |  |  |            |               |            |            |            |  |  |            | M Vondroušová | 6          | 4          | 2          |  |  |             |             |             |             |             |
| Q          | ML Carlé       | 4          | 0          |            |  |  |            |               |            |            |            |  |  | 3          | J Pegula      | 3          | 6          | 6          |  |  |             |             |             |             |             |
|            | A Li           | 6          | 6          |            |  |  |            | A Li          | 3          | 63         |            |  |  |            |               |            |            |            |  |  |             |             |             |             |             |
|            | A Todoni       | 2          | 4          |            |  |  | 3          | J Pegula      | 6          | 7          |            |  |  |            |               |            |            |            |  |  |             |             |             |             |             |
| 3          | J Pegula       | 6          | 6          |            |  |  |            |               |            |            |            |  |  |            |               |            |            |            |  |  |             |             |             |             |             |

#### 7. sekce
| První kolo | První kolo       | První kolo | První kolo | První kolo |  |  | Druhé kolo | Druhé kolo       | Druhé kolo | Druhé kolo | Druhé kolo |  |  | Třetí kolo | Třetí kolo       | Třetí kolo | Třetí kolo | Třetí kolo |  |  | Čtvrté kolo | Čtvrté kolo | Čtvrté kolo | Čtvrté kolo | Čtvrté kolo |
|            |                  |            |            |            |  |  |            |                  |            |            |            |  |  |            |                  |            |            |            |  |  |             |             |             |             |             |
| 7          | M Keys           | 6          | 6          |            |  |  |            |                  |            |            |            |  |  |            |                  |            |            |            |  |  |             |             |             |             |             |
| Q          | D Saville        | 2          | 1          |            |  |  | 7          | M Keys           | 6          | 6          |            |  |  |            |                  |            |            |            |  |  |             |             |             |             |             |
| Q          | C Monnet         | 7          | 1          | 1          |  |  |            | K Boulter        | 1          | 3          |            |  |  |            |                  |            |            |            |  |  |             |             |             |             |             |
|            | K Boulter        | 64         | 6          | 6          |  |  |            |                  |            |            |            |  |  | 7          | M Keys           | 3          | 6          | 7          |  |  |             |             |             |             |             |
| PR         | Y Wickmayer      | 0          | 0          |            |  |  |            |                  |            |            |            |  |  | 31         | S Kenin          | 6          | 3          | 5          |  |  |             |             |             |             |             |
|            | V Azarenka       | 6          | 6          |            |  |  |            | V Azarenka       | 65         | 4          |            |  |  |            |                  |            |            |            |  |  |             |             |             |             |             |
|            | V Gračova        | 3          | 1          |            |  |  | 31         | S Kenin          | 7          | 6          |            |  |  |            |                  |            |            |            |  |  |             |             |             |             |             |
| 31         | S Kenin          | 6          | 6          |            |  |  |            |                  |            |            |            |  |  |            |                  |            |            |            |  |  | 7           | M Keys      | 6           | 7           |             |
| 23         | B Haddad Maia    | 6          | 3          | 1          |  |  |            |                  |            |            |            |  |  |            |                  |            |            |            |  |  |             | H Baptiste  | 3           | 5           |             |
|            | H Baptiste       | 4          | 6          | 6          |  |  |            | H Baptiste       | 6          | 6          |            |  |  |            |                  |            |            |            |  |  |             |             |             |             |             |
| Q          | N Hibino         | 6          | 7          |            |  |  | Q          | N Hibino         | 3          | 2          |            |  |  |            |                  |            |            |            |  |  |             |             |             |             |             |
|            | M Učidžima       | 1          | 5          |            |  |  |            |                  |            |            |            |  |  |            | H Baptiste       | 7          | 6          |            |  |  |             |             |             |             |             |
| WC         | D Parry          | 2          | 1          |            |  |  |            |                  |            |            |            |  |  |            | J Bouzas Maneiro | 64         | 1          |            |  |  |             |             |             |             |             |
|            | R Montgomery     | 6          | 6          |            |  |  |            | R Montgomery     | 4          | 6          | 5          |  |  |            |                  |            |            |            |  |  |             |             |             |             |             |
|            | J Bouzas Maneiro | 6          | 6          |            |  |  |            | J Bouzas Maneiro | 6          | 4          | 7          |  |  |            |                  |            |            |            |  |  |             |             |             |             |             |
| 9          | E Navarro        | 0          | 1          |            |  |  |            |                  |            |            |            |  |  |            |                  |            |            |            |  |  |             |             |             |             |             |

#### 8. sekce
| První kolo | První kolo    | První kolo | První kolo | První kolo |  |  | Druhé kolo | Druhé kolo    | Druhé kolo | Druhé kolo | Druhé kolo |  |  | Třetí kolo | Třetí kolo    | Třetí kolo | Třetí kolo | Třetí kolo |  |  | Čtvrté kolo | Čtvrté kolo   | Čtvrté kolo | Čtvrté kolo | Čtvrté kolo |
|            |               |            |            |            |  |  |            |               |            |            |            |  |  |            |               |            |            |            |  |  |             |               |             |             |             |
| 15         | B Krejčíková  | 7          | 6          |            |  |  |            |               |            |            |            |  |  |            |               |            |            |            |  |  |             |               |             |             |             |
|            | T Maria       | 64         | 3          |            |  |  | 15         | B Krejčíková  | 0          | 3          |            |  |  |            |               |            |            |            |  |  |             |               |             |             |             |
|            | V Kuděrmetova | 7          | 6          |            |  |  |            | V Kuděrmetova | 6          | 6          |            |  |  |            |               |            |            |            |  |  |             |               |             |             |             |
|            | V Tomova      | 5          | 1          |            |  |  |            |               |            |            |            |  |  |            | V Kuděrmetova | 2          | 2          |            |  |  |             |               |             |             |             |
| LL         | T Townsend    | 3          | 2          |            |  |  |            |               |            |            |            |  |  | 20         | J Alexandrova | 6          | 6          |            |  |  |             |               |             |             |             |
|            | E Cocciaretto | 6          | 6          |            |  |  |            | E Cocciaretto | 1          | 3          |            |  |  |            |               |            |            |            |  |  |             |               |             |             |             |
|            | L Bronzetti   | 3          | 2          |            |  |  | 20         | J Alexandrova | 6          | 6          |            |  |  |            |               |            |            |            |  |  |             |               |             |             |             |
| 20         | J Alexandrova | 6          | 6          |            |  |  |            |               |            |            |            |  |  |            |               |            |            |            |  |  |             | J Alexandrova | 0           | 5           |             |
| 30         | A Kalinska    | 4          | 5          |            |  |  |            |               |            |            |            |  |  |            |               |            |            |            |  |  | 2           | C Gauff       | 6           | 7           |             |
|            | M Bouzková    | 6          | 7          |            |  |  |            | M Bouzková    | 6          | 6          |            |  |  |            |               |            |            |            |  |  |             |               |             |             |             |
|            | S Kartal      | 6          | 6          |            |  |  |            | S Kartal      | 1          | 4          |            |  |  |            |               |            |            |            |  |  |             |               |             |             |             |
|            | E Andrejeva   | 0          | 2          |            |  |  |            |               |            |            |            |  |  |            | M Bouzková    | 1          | 63         |            |  |  |             |               |             |             |             |
| WC         | C Paquet      | 6          | 3          | 5          |  |  |            |               |            |            |            |  |  | 2          | C Gauff       | 6          | 7          |            |  |  |             |               |             |             |             |
| Q          | T Valentová   | 4          | 6          | 7          |  |  | Q          | T Valentová   | 2          | 4          |            |  |  |            |               |            |            |            |  |  |             |               |             |             |             |
|            | O Gadecki     | 2          | 2          |            |  |  | 2          | C Gauff       | 6          | 6          |            |  |  |            |               |            |            |            |  |  |             |               |             |             |             |
| 2          | C Gauff       | 6          | 6          |            |  |  |            |               |            |            |            |  |  |            |               |            |            |            |  |  |             |               |             |             |             |

## Hráčské informace

### Divoké karty
V rámci reciproční dohody tří ze čtyř tenisových svazů pořádajících Grand Slam, Tennis Australia, United States Tennis Association a Fédération Française de tennis, byly divoké karty pro zástupce australského a amerického tenisu uděleny jejich národními svazy.
- Destanee Aiavová
- Loïs Boissonová
- Elsa Jacquemotová
- Léolia Jeanjeanová
- Iva Jovicová
- Chloé Paquetová
- Diane Parryová
- Tiantsoa Rakotomanga Rajaonahová[58]

### Žebříčková ochrana
- Petra Kvitová (14.)
- Sorana Cîrsteaová (37.)
- Jodie Burrageová (85.)
- Yanina Wickmayerová (91.)[59]

### Kvalifikantky
- Sára Bejlek
- María Lourdes Carléová
- Joanna Garlandová
- Nao Hibinová
- Tamara Korpatschová
- Victoria Mboková
- Carole Monnetová
- Julia Rierová
- Leyre Romerová Gormazová
- Darja Savilleová
- [p 1]Oxana Selechmetěvová
- Solana Sierraová
- Anastasija Soboljevová
- Lucrezia Stefaniniová
- Nina Stojanovićová
- Tereza Valentová

#### Šťastné poražené
- Julija Starodubcevová
- Taylor Townsendová

### Odhlášení
Žebříček WTA k 14. dubnu 2025, určujícímu vydání pro účast v hlavní soutěži. Ve startovním poli bylo 104 míst určeno pro přímou účast singlistek na základě žebříčku, 16 míst pro kvalifikantky a 8 pro hráčky na divokou kartu. Hranicí poslední přímé účastnice bylo 101. místo (Jüan Jüe) vzhledem k předpokládanému startu čtyř tenistek pod žebříčkovou ochranou a odhlášení Sorribesové Tormové. Bencicovou a Cîrsteaovou, které odstoupily v týdnu před rozehráním, nahradily šťastné poražené z kvalifikace Starodubcevová s Townsendovou.
- Belinda Bencicová (42.) → nahradila ji  Taylor Townsendová (LL)
- Sorana Cîrsteaová (37. PR) → nahradila ji  Julija Starodubcevová (LL)
- Sara Sorribesová Tormová (85.) →  nahradila ji  Jüan Jüe (101.)

### Počet tenistek podle státu
| Stát                   | počet |
| ---------------------- | ----- |
| Spojené státy americké | 19    |
| Česko                  | 9     |
| Francie                | 9     |
| Austrálie              | 7     |
| Ukrajina               | 6     |
| Itálie                 | 4     |
| Německo                | 4     |
| Rumunsko               | 4     |
| Spojené království     | 4     |
| Španělsko              | 4     |

| Stát       | počet |
| ---------- | ----- |
| Argentina  | 3     |
| Belgie     | 3     |
| Čína       | 3     |
| Japonsko   | 3     |
| Polsko     | 3     |
| Kanada     | 2     |
| Kazachstán | 2     |
| Kolumbie   | 2     |
| Nizozemsko | 2     |
| Srbsko     | 2     |

| Stát             | počet |
| ---------------- | ----- |
| Švýcarsko        | 2     |
| Arménie          | 1     |
| Brazílie         | 1     |
| Bulharsko        | 1     |
| Čínská Tchaj-pej | 1     |
| Dánsko           | 1     |
| Egypt            | 1     |
| Filipíny         | 1     |
| Chorvatsko       | 1     |
| Lotyšsko         | 1     |

| Stát             | počet |
| ---------------- | ----- |
| Maďarsko         | 1     |
| Mexiko           | 1     |
| Nový Zéland      | 1     |
| Řecko            | 1     |
| Slovensko        | 1     |
| Tunisko          | 1     |
| Turecko          | 1     |
| neutrální status | 16    |